# Brecha de Tehuantepec
La Brecha de Tehuantepec, es una Brecha sísmica localizada en el Golfo de Tehuantepec en las costas de los estados de Chiapas y Oaxaca con una longitud estimada de 350 km de largo desde la costa sur-sureste del estado de Oaxaca y los límites entre Chiapas, México y el departamento de San Marcos - Retalhuleu, Guatemala donde no se han registrado sismos grandes por subducción desde hace más de 238 años, tras el Terremoto de Nueva España de 1787, también conocido como el Terremoto de San Sixto del 28 de Marzo de 1787.
- La Brecha de Tehuantepec es un segmento entre las Placas tectónicas de Cocos y Norteamérica en la que, a pesar de tener una historia de sismicidad conocida, no se han producido grandes eventos tectónicos ni ha presentado actividad sísmica relevante. La zona de subducción de Tehuantepec fue identificada como una brecha sísmica por varios autores.[1] La presencia de tres grandes sismo a principios del siglo XX, en la proximidad temporal y espacial, plantea interrogantes sobre la extensión de la brecha sísmica y del tipo de deformación tectónica en esta región.Extensión estimada de la Brecha de Tehuantepec.

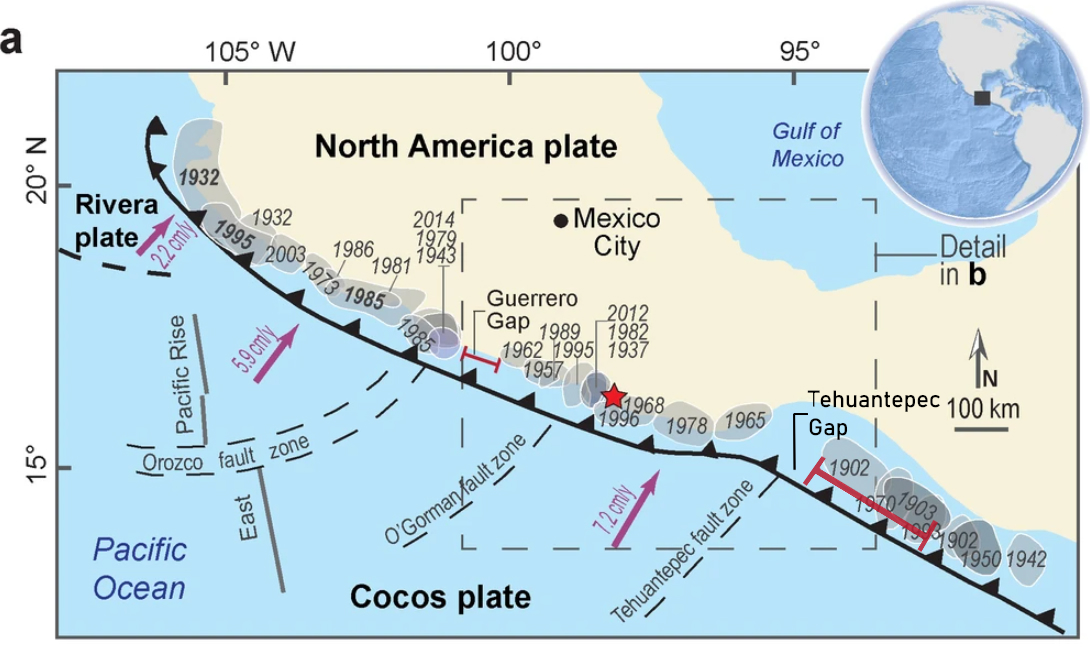
Extensión estimada de la Brecha de Tehuantepec.

## Antecedentes históricos
La región del Golfo de Tehuantepec y regiones aledañas se ha caracterizado por ser una de las zonas con mayor actividad sísmica de México y Centroamérica. En el año 1902, un fuerte sismo afectó gravemente varios departamentos del país vecino de Guatemala, este sismo es conocido como el Terremoto de Guatemala de 1902. Ese mismo año, meses después, el 23 de septiembre se originó otro sismo destructivo conocido como el Terremoto de México de 1902 mismo que se interpreta con frecuencia como un evento de subducción entre placas, aunque se ha mostrado de que se trata de un sismo de profundidad intermedia situado tierra adentro en el centro del estado de Chiapas. El sismo del 14 de enero de 1903, ubicado en el Golfo de Tehuantepec, puede interpretarse como un evento intraplaca, similar al Terremoto de Chiapas de 2017.

## Terremoto de Chiapas de 2017
Un sismo de magnitud 8.2 Mww afectó el Jueves 7 de septiembre de 2017 a la placa de Cocos, debajo de la placa de Norteamérica, junto al contacto transformante con la placa de Norteamérica a través de la brecha de Tehuantepec, una de las dos brechas que existen a lo largo de la zona de subducción mexicana frente a la costa de Chiapas. El epicentro se produjo a una profundidad de 45 km y estuvo asociado a una falla normal de gran pendiente paralela a la fosa. El origen puede estar relacionado con fuerzas de tracción de la losa, procesos de deshidratación y reactivación de fallas de ascenso externo. Este sismo produjo cambios positivos en el esfuerzo estático de Coulomb, lo que favorecería el desarrollo de desplazamientos de empuje a lo largo del contacto interplaca a través de la Brecha de Tehuantepec en lugar de liberar tensiones acumuladas en él durante décadas. En el caso de que los esfuerzos no se liberaran de manera constante en el futuro, podría esperarse un evento de fallamiento inverso (thrust) con una magnitud de 7.9 Mw o superior después del sismo de Chiapas del 7 de septiembre de 2017.

## Características
El potencial sísmico de la Brecha de Tehuantepec aún no es exacto debido a la dificultad de la zona para instrumentar la brecha (lejano a la costa) y realizar estudios más precisos como los realizados sobre la Brecha de Guerrero, sin embargo se han podido realizar estimaciones mediante estudios magnéticos, datos históricos y estudios paleosísmicos en los que se estima que esta zona es capaz de generar sismos por subducción que van desde Magnitud 7.9 Mw a Magnitud 8.8 Mw, siendo uno de los escenarios más probables un sismo de Magnitud 8.5 Mw para la zona. Por su parte, los períodos de retorno para eventos de este tamaño para la zona han sido estimados con una frecuencia de 175 a 250 años, es decir, la frecuencia con la que se repiten sismos de este tamaño en la zona. Por lo que, con base en datos de los últimos sismos grandes por subducción en la región, la zona ya se encuentra dentro del período de retorno esperado para otro sismo de magnitudes similares.